# Partito della Sinistra Unita Estone
Il Partito della Sinistra Unita Estone (in estone Eestimaa Ühendatud Vasakpartei) è un partito politico estone fondato nel 2008 dalla confluenza tra:
- Partito della Costituzione (Konstitutsioonierakond), nato nel 1994;
- Partito della Sinistra Estone (Eesti Vasakpartei), nato nel 1988.

## Risultati elettorali
| Elezione          | Voti   | %    | Seggi   |
| ----------------- | ------ | ---- | ------- |
| Europee 2009      | 3.519  | 0,89 | 0 / 6   |
| Europee 2014      | 226    | 0,07 | 0 / 6   |
| Parlamentari 2015 | 764    | 0,13 | 0 / 101 |
| Europee 2019      | 221    | 0,07 | 0 / 6   |
| Parlamentari 2019 | 511    | 0,09 | 0 / 101 |
| Parlamentari 2023 | 14.607 | 2,39 | 0 / 101 |